# Peace on You
| Recensione              | Giudizio |
| ----------------------- | -------- |
| AllMusic                |          |
| Robert Christgau        | C+       |
| Dizionario del Pop-Rock |          |
| 24.000 dischi           |          |

Peace on You è il secondo album del musicista statunitense Roger McGuinn, pubblicato dalla Columbia Records nel settembre del 1974.

## Tracce

### LP (1974, Columbia Records, KC 32956)
Lato A (AL 32956)
1. Peace on You – 4:01 (Charlie Rich)
2. Without You – 4:07 (Roger McGuinn, Jacques Levy)
3. Going to the Country – 3:17 (James "Donnie" Dacus)
4. (Please Not) One More Time – 3:23 (Al Kooper)
5. Same Old Sound – 3:30 (Roger McGuinn)

Durata totale: 18:18
Lato B (BL 32956)
1. Do What You Want To – 3:00 (James "Donnie" Dacus)
2. Together – 3:45 (Roger McGuinn, Jacques Levy)
3. Better Change – 3:00 (Dan Fogelberg)
4. Gate of Horn – 2:45 (Roger McGuinn, Jacques Levy)
5. The Lady – 4:16 (Roger McGuinn, Jacques Levy)

Durata totale: 16:46

### CD (2004, Sundazed Music, SC 6202)
1. Peace on You – 4:01 (Charlie Rich)
2. Without You – 4:06 (Roger McGuinn, Jacques Levy)
3. Going to the Country – 3:15 (James "Donnie" Dacus)
4. (Please Not) One More Time – 3:22 (Al Kooper)
5. Same Old Sound – 3:28 (Roger McGuinn, Jacques Levy)
6. Do What You Want to Do – 2:59 (James "Donnie" Dacus)
7. Together – 3:38 (Roger McGuinn, Jacques Levy)
8. Better Change – 2:57 (Dan Fogelberg)
9. Gate of Horn – 2:45 (Roger McGuinn, Jacques Levy)
10. The Lady – 4:16 (Roger McGuinn, Jacques Levy)
11. Rock & Roll Time – 3:17 (Roger McGuinn, Jacques Levy) – Traccia bonus - brano inedito

Durata totale: 38:04

## Musicisti
- Roger McGuinn – voce, chitarra a dodici corde, chitarra solista
- James Donnie Dacus – chitarra ritmica a sei corde, chitarra solista, cori di sottofondo
- Paul Harris – tastiere
- Lee Sklar – basso
- Russ Kunkel – batteria, percussioni
- Dan Fogelberg – cori di sottofondo

### Altri musicisti
- Bill Halverson– arrangiamento (brano: Peace on You)
- Al Kooper e Lee Kiefer – arrangiamento, conduttori musicale (brano: Peace on You)
- Jordan Halverson – cori di sottofondo (brano: Peace on You)
- Mark Kellgren – cori di sottofondo (brano: Peace on You)
- Paul, Cynthia e Pilar Stallworth – cori di sottofondo (brano: Peace on You)
- Jorge Calderón – cori di sottofondo (brano: Peace on You)
- Charles Higgins, Jr. – cori di sottofondo (brano: Peace on You)
- William Smith – cori di sottofondo (brano: Peace on You)
- Gwendolyn Edwards – cori di sottofondo (brano: Peace on You)
- Brenan Gordon – cori di sottofondo (brano: Peace on You)
- Tish Coulter – cori di sottofondo (brano: Peace on You)
- Brian Russell – cori di sottofondo (brano: Peace on You)
- Eddie Lee Kendrix – cori di sottofondo (brano: Peace on You)
- Brooks Hunnicutt – cori di sottofondo (brano: Peace on You)
- Al Kooper – arrangiamento, conduttore musicale, clavinet, pianoforte, chitarra (brano: (Please Not) One More Time)
- Mark Volman e Howard Kaylan – cori di sottofondo (brani: Same Old Sound e Better Change)
- Dan Fogelberg – chitarra elettrica (brano: Do What You Want to Do)
- Al Perkins – chitarra pedal steel (brano: Do What You Want to Do)
- Tommy Tedesco – chitarra flamenca (brano: Together)
- Dan Fogelberg – chitarra acustica (brano: Better Change)

### Produzione
- Bill Halverson – produzione
- Bill e Suzanne Halverson – produzione (brano: Peace on You)
- Registrazioni effettuate al The Record Plant e al Wally Heider's di Los Angeles (California)
- Michael Verdick, Kurt Kinzel e Bill Dawes – ingegneri delle registrazioni
- Al Kooper – ingegnere delle registrazioni aggiunto (brano: (Please Not) One More Time)
- John Van Hamersveld – illustrazione copertina album
- Emerson-Loew – foto copertina album originale
- Ron Coro – grafica album originale[6]

## Classifica
Album
| Anno | Classifica    | Posizione raggiunta |
| ---- | ------------- | ------------------- |
| 1974 | Billboard 200 | 92                  |